# 氷川神社 (さいたま市西区高木)
氷川神社（ひかわじんじゃ）は、埼玉県さいたま市西区の神社。

## 歴史
創建年代は不明である。ただ江戸時代後期の地誌『新編武蔵風土記稿』に記載されていることから、その頃には既に存在していたものと推測される。同市同区の観音寺が別当寺であった。
1875年（明治8年）、木下村・阿弥陀寺村・法願寺村・北野貝戸村が合併して「高木村」が成立した。当社の木が高く聳えていたことが村名の由来である。新村の鎮守として旧木下村にあった当社を指定し、旧阿弥陀寺村の「石神社」と旧法願寺村の「稲荷神社」を合祀した。当初は合祀後も旧社を祀り続けるなど、わだかまりもあったが、1882年（明治15年）の拝殿新築を機に、次第に高木村の鎮守として定着していった。
なお高木村の由来となった木は、樹高30メートルで推定樹齢500年を超える杉であったが、1956年（昭和31年）の落雷で枯死してしまった。

## 交通アクセス
- 西大宮駅より徒歩22分。